# Gorenje Dole, Škocjan
Gorenje Dole este o localitate din comuna Škocjan, Slovenia, cu o populație de 40 de locuitori.